# Balatonszabadi
Balatonszabadi je obec v Maďarsku v župě Somogy. Obec se nachází nedaleko Balatonu.